# Mitthjärnan

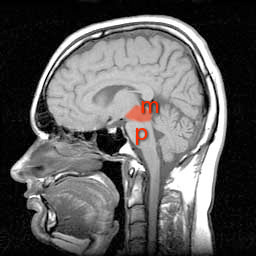
Magnetresonanstomografibild av hjärnan, med mitthjärnan utmärkt med m och rött område, precis ovanför pons, som är utmärkt med ett p

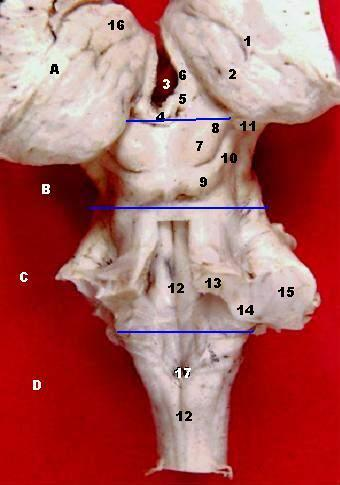
Hjärnstammen, med mitthjärnan vid B. Punkt nr. 7 och 9 motsvarar mitthögsplattan.

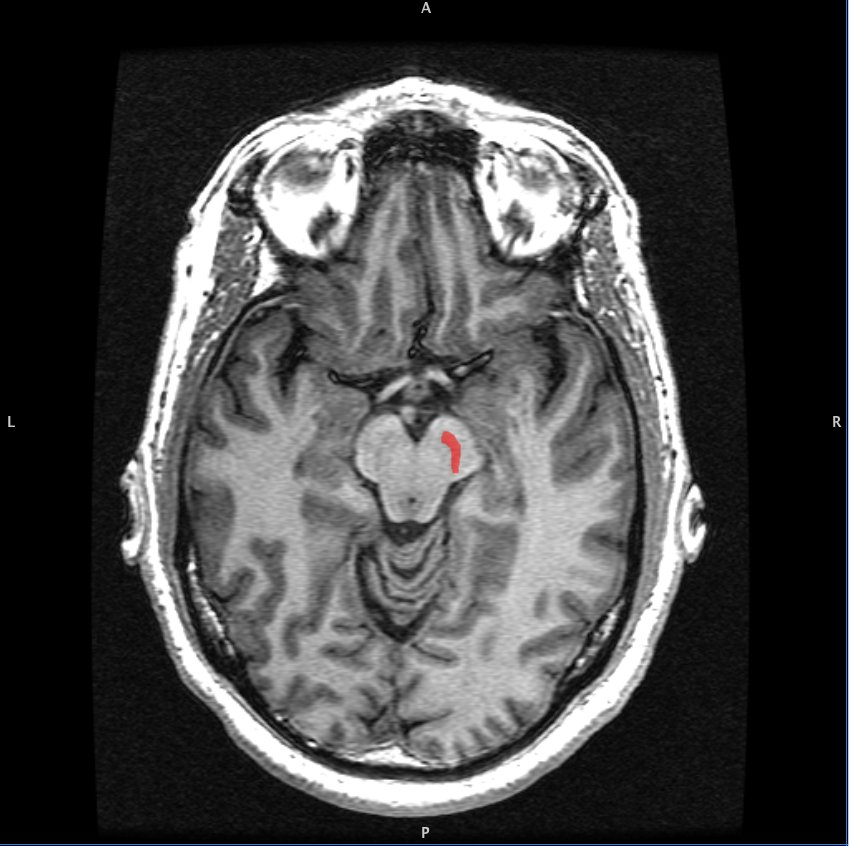
MRI-bild i horisontalplan i höjd med mitthjärnan, där det rödmarkerade området indikerar substantia nigra.

Mitthjärnan (lat. mesencephalon) är ett fylogenetiskt gammalt område i hjärnan som är relaterat till basala kroppsfunktioner som syn, hörsel, motorisk kontroll, sömn-vakenhetsreglering och temperaturreglering. 

## Anatomi
Mitthjärnan är den översta av hjärnstammens tre delar. Den utgörs anatomiskt av tectum (fyrhögsplattan), tegmentum samt hjärnskänklarna (crus cerebri), som är nervbanor som kopplar samman storhjärnan med förlängda märgen. Dessa nervbanor utgör större delen av mitthjärnans massa.
De fyra områden som mitthjärnan utgör av, dorsalt till ventralt, är:

### Tectum
Tectum, fyrhögsplattan, är ett område längst upp på den dorsala delen av mitthjärnan, bakom vattenledningen till fjärde ventrikeln, som passerar genom mitthjärnan. Detta område är involverat i rörelsereflexer vid hastigt uppkomna ljud eller andra stimuli, som får huvudet att vändas mot stimulits riktning.

### Tegmentum mesencephali
Tegmentum (lat. tegmentum mesencephali) övergår dorsalt i tectum, och ventralt i hjärnskänklarna. Den är alltså den mittersta delen av mitthjärnan, sett ur ett horisontalt snitt. Tegmentum betyder 'täcke' eller 'tak' på latin, och hela namnet syftar alltså på "täcket" över mitthjärnan. Detta område innehåller kranialnervskärnor samt ledningsbanor som projicerar nedåt mot pons tegmentdel, som i sin tur övergår i förlängda märgens tegmentdel.

### Substantia nigra
Mitthjärnan är dessutom det område som håller substantia nigra (svarta kärnan), ett område som förlöper längs hela mitthjärnan och utgör avgränsning mellan hjärnskänklarna och tegmentum mesencephali. Ur ett histologiskt snitt är det alltså området näst längst ventralt. Detta område innehåller dopaminproducerande nervceller, och fungerar det inte som det skall uppstår rörelseproblem, ett patologiskt tillstånd som kallas parkinsonism.

### Hjärnskänklarna
Hjärnskänklarna (lat. crus cerebri) är två tvärsgående nervbanor, en till höger och en till vänster, som bär signaler från storhjärnan till pons, och vice versa. Superiort projicerar dessa in i storhjärnan och bildar nervtrådskapseln, capsula interna. Inferiort projiceras dessa nervbanor till pons. En del av hjärnskänklarna, en nervbana kallad pyramidbanan, projicerar förbi pons och bildar därefter en ås på dorsala sidan av förlängda märgen, kallad pyramiderna, som löper längs mediala linjen på förlängda märgen. Pyramidbanan styr komplicerade viljestyrda rörelser, som fingerrörelser, där hög precision krävs.